# Mikk Pahapill
Mikk Pahapill (Kuressaare, 18 de julio de 1983) es un atleta estonio especializado en la prueba de heptatlón, en la que consiguió ser campeón europeo en pista cubierta en 2009.

## Carrera deportiva
En el Campeonato Europeo de Atletismo en Pista Cubierta de 2009 ganó la medalla de oro en la competición de heptatlón, con un total de 6362 puntos que fue su mejor marca personal, por delante del ucraniano Oleksiy Kasyanov (plata con 6205 puntos) y el checo Roman Šebrle.